# Aéroport Federico-García-Lorca de Grenade-Jaén
Pour les articles homonymes, voir GRX.
L'aéroport Federico-García-Lorca de Grenade-Jaén (code IATA : GRX • code OACI : LEGR) est un aéroport espagnol, inauguré en 1972, situé près de Grenade, en Andalousie, sur le territoire des municipalités de Chauchina et Santa Fe.
Il est situé à quinze kilomètres à l'ouest de Grenade et tient son nom de l'artiste espagnol Federico García Lorca (1898 - 1936).
L'aéroport est partagé avec la ville de Jaén.

## Situation
| \| 100 km1:11 216 000 \| Alicante Almería Andorre Badajoz Barcelone Bilbao Burgos León Castellón · de la Plana Ceuta Gérone Grenade Ibiza Jerez La Corogne Lleida Logroño Madrid Málaga Melilla Minorque Murcie Oviédo Palma de · Majorque Pampelune Reus Sabadell Saint-Jacques Saint-Sébastien Salamanque Santander Saragosse Séville Valence Valladolid Vigo Vitoria |
| 100 km1:11 216 000 |

Voir les Îles Canaries

## Caractéristiques

### Pistes
L’aéroport dispose d'une piste en asphalte de 2 900 mètres de long orientée 09/27.

## Compagnies aériennes et destinations
| Compagnies      | Destinations |
| --------------- | --- |
| Air Europa      | Palma de Majorque |
| Binter Canarias | Las Palmas/Gran Canaria |
| Iberia Regional | Madrid-Barajas, Melilla, Santander-S. Ballesteros                                                                               |
| Volotea         | En saison: Oviédo-Asturies |
| Vueling         | - Barcelone-El Prat, - Bilbao, - Las Palmas/Gran Canaria - Londres-Gatwick, - Palma de Majorque, - Paris-Orly, - Ténériffe-Nord |

Édité le 07/06/2021  Actualisé le 02/05/2023

## Statistiques
Le graphique qui aurait dû être présenté ici ne peut pas être affiché car il utilise l'ancienne extension Graph, désactivée pour des questions de sécurité. Des indications pour créer un nouveau graphique avec la nouvelle extension Chart sont disponibles ici.

Voir la requête brute et les sources sur Wikidata.

## Accès
L'aéroport est relié au centre-ville de Grenade par la ligne d'autocar 0245, opérée par Alsa pour le compte du Consorcio de Transporte Metropolitano del Área de Granada (CTAGR),. Le temps de trajet est d'environ 45 minutes, en fonction des conditions de circulation, et le prix du billet est de trois euros pour un aller simple,.